# 15846 Біллфайф
15846 Біллфайф (15846 Billfyfe) — астероїд головного поясу, відкритий 20 жовтня 1995 року.
Тіссеранів параметр щодо Юпітера — 3,478.